# Capcana (film din 2018)
Capcana (engleză Destroyer) este un film dramatic din 2018 regizat de Karyn Kusama, după un scenariu scris de Phil Hay și Matt Manfredi. În rolurile principale joacă Nicole Kidman, Toby Kebbell, Tatiana Maslany, Scoot McNairy, Bradley Whitford și Sebastian Stan, iar povestea este cea a unui ofițer LAPD sub acoperire care trebuie să elimine membrii unei bande criminale, la ani după ce cazul ei a fost închis. 
Filmul a avut premiera mondială la Telluride Film Festival pe 31 august 2018 și a fost lansat pe 25 decembrie 2018 de Annapurna Pictures. La cea de-a 76-a ediție a Premiilor Globul de Aur, Kidman a fost nominalizată pentru cea mai bună actriță într-un film (dramă).

## Distribuție
- Nicole Kidman - Erin Bell
- Sebastian Stan - Chris
- Toby Kebbell - Silas
- Tatiana Maslany - Petra
- Bradley Whitford - DiFranco
- Jade Pettyjohn - Shelby Bell
- Scoot McNairy - Ethan
- Toby Huss - Gil Lawson
- Zach Villa - Arturo
- James Jordan - Toby
- Beau Knapp - Jay
- Shamier Anderson - Antonio
- Chris Fiore - client al magazinului de înghețată